# Marquesado de Osera
El marquesado de Osera es un título nobiliario español creado por Felipe IV el 3 de octubre de 1626 a favor de Juan Funes de Villalpando y Ariño, señor de Osera, cuyo señorío provenía de los Ariño y Gurrea. 
Toma el nombre de la villa de Osera de Ebro (provincia de Zaragoza), a 30 km de la capital de Aragón. El marquesado está vinculado hoy a la Casa de Alba, el actual duque es la XII marqués de Osera.

## Marqueses de Osera

Escudo de Osera de Ebro, provincia de Zaragoza

|                         | Titular                                                    | Periodo                 | Casa                    |
| Creación por Felipe III | Creación por Felipe III                                    | Creación por Felipe III | Creación por Felipe III |
| ----------------------- | ---------------------------------------------------------- | ----------------------- | ----------------------- |
| I                       | Juan Funes de Villalpando y Ariño                          | 1626-1646               | Casa de Funes           |
| II                      | Francisco Jacinto Funes de Villalpando y Clemente          | 1646-1662               | Casa de Funes           |
| III                     | José Antonio Ignacio Funes de Villalpando y Clemente       | 1662-1683               | Casa de Funes           |
| IV                      | María Regalado Funes de Villalpando y Monroy               | 1683-1738               | Casa de Funes           |
| V                       | Cristóbal de Portocarrero y Funes de Villalpando           | 1738-1763               | Casa de Portocarrero    |
| VI                      | María Francisca de Sales de Portocarrero y López de Zúñiga | 1763-1808               | Casa de Portocarrero    |
| VII                     | Eugenio de Palafox y Portocarrero                          | 1808-1834               | Casa de Portocarrero    |
| VIII                    | Cipriano de Palafox y Portocarrero                         | 1834-1839               | Casa de Portocarrero    |
| IX                      | María Eugenia Portocarrero Palafox y KirkPatrick           | 1839-1920               | Casa de Portocarrero    |
| X                       | Jacobo Fitz-James Stuart y Falcó                           | 1920-1953               | Casa de Alba            |
| XI                      | Cayetana Fitz-James Stuart y Silva                         | 1954-2014               | Casa de Alba            |
| XII                     | Carlos Fitz-James Stuart y Martínez de Irujo               | 2015-                   | Casa de Alba            |

## Historia de los marqueses de Osera
- Juan Funes de Villalpando y Ariño  (¿?-Gelsa, 27 de septiembre de 1646 [3]), I marqués de Osera, VIII  barón de Quinto, señor de Figueruelas y de la villa de Estopiñán y familiar del Santo Oficio de la Inquisición.[3] Era hijo de García de Funes de Villalpando y Fernández de Heredia, señor de la baronía de Quinto, y de Vicenta Clara de Ariño, señora de Osera, Cabañas y Figueruelas.[1]

Casó en primeras nupcias, el 1 de junio de 1608, con María Francisca de Clemente y Henríquez de Lacarra (m. 21 de julio de 1625), hija de Miguel Matías Clemente y de Ana Henríquez. Contrajo un segundo matrimonio, el 24 de mayo de 1628, con Leonor Sanz de Latrás y Gaztelu (m. 1645), hija de Juan Sanz de Latrás y Cavero, I conde de Atares, y de su primera esposa, Leonor de Gaztelu y Eza, padres, entre otros, de Melchor Funes de Villalpando y Sanz de Latrás, IV conde de Atarés. Sucedió en el marquesado de Osera, su primogénito del primer matrimonio:
- Francisco Jacinto Funes de Villalpando y Clemente (Velilla de Ebro, 1618-23 de enero de 1662), II marqués de Osera,[7]  IX barón de Quinto[8]  y caballero de la Orden de Santiago.[9]

Contrajo matrimonio con Atanasia Abarca de Bolea, hija de Martín de Abarca y Bolea, marqués de Torres.  Sin descendencia, le sucedió su hermano.
- José Antonio Ignacio Funes de Villalpando y Clemente (1623-1683), III marqués de Osera,[7] miembro del Consejo Supremo de Aragón, general de artillería de Fandes,  gobernador de Gante, virrey de Cerdeña y de Guipúzcoa y gobernador y capitán general de Orán.[7]

Casó, el 18 de julio de 1669 en la iglesia de Santiago de Madrid, con María Leonor de Aragón y Monroy, II marquesa de Castañeda, viuda de Diego Gómez de Sandoval y Rojas, V duque de Lerma. Le sucedió su hija.
- María Regalado Funes de Villalpando y Monroy (Madrid, 16 de mayo de 1670-1738), IV marquesa de Osera[7] y III marquesa de Castañeda.[11]

Casó, en 1690, con Cristóbal Portocarrero de Guzmán Enríquez de Luna (1638-1704), IV conde de Montijo, grande de España, XI conde de Teba, X marqués de Ardales, III conde de Fuentidueña, IV marqués de Valderrábano y caballero de la Orden de Santiago. Le sucedió su hijo:
- Cristóbal Gregorio Portocarrero y Funes de Villalpando (2 de junio de 1693-15 de junio de 1763),[14] V marqués de Osera,[13]  IV marqués de Castañeda,[13] IX marqués de la Algaba, V conde de Montijo, grande de España,[12] V marqués de Valderrábano, IV conde de Fuentidueña,[13] XIV marqués de Villanueva del Fresno, Barcarrota y XXXI señor de Moguer.[13]

Casó, el 15 de abril de 1717, con María Dominga de Guzmán y Fernández de Córdoba Portocarrero.(1693-1747). Le sucedió su nieta, hija de Cristóbal Portocarrero y Fernández de Córdoba (1728-1757) y de María Josefa López de Zúñiga  Pacheco, hija de los condes de Miranda del Castañar, grandes de España.
- María Francisca de Sales de Portocarrero y López de Zúñiga (10 de julio de 1754-Logroño, 15 de abril de 1808), VI marquesa de Osera,[16] VI condesa de Montijo, grande de España,[12] V condesa de Fuentidueña,[17] marquesa de Ardales, condesa de Teba, VI condesa de Ablitas, V marquesa de Castañeda, VII marquesa de Valderrábano,[17] XVI señora de la baronía de Quinto,[17][16] etc.

Casó, en primeras nupcias el 8 de noviembre de 1768, con Felipe Antonio de Palafox y Croy d'Havré (1739-1790). Contrajo un segundo matrimonio, alrededor de 1795, con Estanislao de Lugo y Molina (1753-1833) de quien no hubo descendencia. Le sucedió su hijo de su primer matrimonio.
- Eugenio Eulalio Palafox Portocarrero (12 de febrero de 1773-16 de julio de 1834),[16] VII marqués de Osera,[19] XVI conde de Miranda del Castañar,[20] VII conde de Montijo,[12] XII duque de Peñaranda de Duero, X conde de Baños,[21] cuatro veces grande de España, XVII marqués de La Bañeza, VIII marqués de Valderrábano,[19] XVI vizconde de Palacios de la Valduerna, XII marqués de Valdunquillo, XIII marqués de Mirallo, X conde de Casarrubios del Monte, VII conde de Santa Cruz de la Sierra, XVI marqués de Moya, XXX conde de San Esteban de Gormaz, VI conde de Fuentidueña,[22] XII marqués de la Algaba, VII marqués de Osera, VI marqués de Castañeda, XVII conde de Teba, XVI marqués de Ardales, VII conde de Ablitas y VIII vizconde de la Calzada y XVI barón de Quinto.[19]

Casó con Ignacia Idiáquez y Carvajal pero no tuvieron descendencia. Le sucedió su hermano:

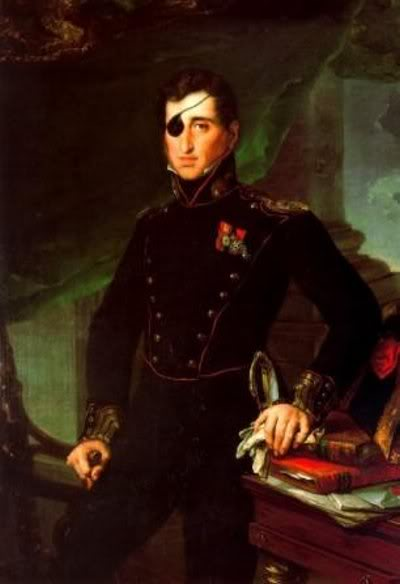
VIII marqués de Osera

- Cipriano de Palafox y Portocarrero (15 de septiembre de 1784-Peñaranda de Duero, 15 de marzo de 1839), VIII marqués de Osera,[23] XVII conde de Miranda del Castañar, VIII conde de Montijo,[12] XIII duque de Peñaranda de Duero, XI conde de Baños,[24] cuatro veces grande de España, VIII conde de Ablitas[23] XII marqués de Algaba, XV marqués de Ardales, marqués de Barcarrota, XVIII marqués de la Bañeza, VII marqués de Castañeda, XIV de Mirallo, XVII marqués de Moya, IX marqués de Valderrábano,[23] XIII marqués de Valdunquillo, XIV marqués de Villanueva del Fresno, VII conde de Fuentidueña,[23] X conde de Mora, XIX conde de San Esteban de Gormaz, VIII conde de Santa Cruz de la Sierra, XVIII conde de Teba, IX vizconde de la Calzada, XVII barón de Quinto,[23] XXV señor de Moguer, grande de España, Prócer del Reino (1834-1835) y senador por la provincia de Badajoz (1837-1838).[23][25]

Casó el 15 de diciembre de 1817 con María Manuela Kirkpatrick (m. Madrid, 1879). Le sucedió su hija:
- María Eugenia de Guzmán y Portocarrero (Granada, 5 de mayo de 1826-Madrid, 11 de julio de 1920), IX marquesa de Osera,[23] IX condesa de Ablitas,[26][25] XVIII marquesa de Ardales[23](por cesión su hermana María Francisca de Sales Portocarrero que a su vez recibía otros incompatibles con este), XVIII marquesa de Moya,[23] IX marquesa de Santa Cruz de la Sierra,[23] XII condesa de Baños,[24] XII condesa de Mora por cesión de su hermana,[27] XIX condesa de Teba (por cesión de su hermana debido a razones ya citadas), X vizcondesa de la Calzada y XVII señora de la barónía de Quinto.[25][23]

Casó el 30 de enero de 1853 con Napoleón Luis III Bonaparte, emperador de los franceses. Su único hijo Napoleón Eugenio Luis Bonaparte (1856-1879), príncipe imperial de Francia y I conde de Pierrefonds, no le sobrevivió. Sucedió su sobrino nieto:
- Jacobo Fitz-James Stuart y Falcó (Madrid, 17 de octubre de 1878-Lausana, 24 de septiembre de 1953), X marqués de Osera,[28] XIII conde de Baños,[24] XVII duque de Alba de Tormes,[24] XV marqués de Algaba,[28] II duque de Arjona,[29] etc.

Casado con María del Rosario de Silva y Guturbay (1900-1934). Le sucedió su hija:
- Cayetana Fitz-James Stuart y Silva (1926-2014), XI marquesa de Osera,[28] X marquesa de Castañeda, XIX baronesa de Quinto y XVIII duquesa de Alba de Tormes, etc.

Casada en primeras nupcias con Luis Martínez de Irujo y Artázcoz (1919-1972), en segundas con Jesús Aguirre y Ortiz de Zárate (1934-2001) y, en terceras nupcias, con Alfonso Díez Carabantes. Sucedió su hijo:
- Carlos Fitz-James Stuart y Martínez de Irujo (n. 1948), XII marqués de Osera,[30] XI marqués de Castañeda, XX barón de Quinto, XIX duque de Alba de Tormes, etc.

Casó con Matilde Solís y Martínez-Campos.

## Árbol genealógico
| \| Juan Funes de Villalpando y Ariño I marqués de Osera ( ¿? -1640) \| \| \| \| \| \| \| \| \| \| \| \| \| \| \| \| \| \| \| \| \| \| \| \| \| \| \| \| \| \| \| \| \| \| \| \| \| \| \| \| \| \| \| \| \| \| \| \| \| \| \| \| \| \| \| \| \| \| \| \| \| \| \| \| \| \| \| \| \| \| \| \| \| \| \| \| \| \| \| \| \| \| \| \| \| \| \| \| \| \| \| \| \| \| \| \| \| \| \| \| \| \| \| \| \| \| \| \| \| \| \| \| \| \| \| \| \| \| \| \| \| \| \| \| \| \| \| \| \| \| \| \| \| \| \| Francisco Jacinto Funes de Villalpando y Clemente II marqués de Osera ( ¿? - ¿? ) \| Francisco Jacinto Funes de Villalpando y Clemente II marqués de Osera ( ¿? - ¿? ) \| Francisco Jacinto Funes de Villalpando y Clemente II marqués de Osera ( ¿? - ¿? ) \| Francisco Jacinto Funes de Villalpando y Clemente II marqués de Osera ( ¿? - ¿? ) \| Francisco Jacinto Funes de Villalpando y Clemente II marqués de Osera ( ¿? - ¿? ) \| Francisco Jacinto Funes de Villalpando y Clemente II marqués de Osera ( ¿? - ¿? ) \| \| \| José Antonio Ignacio Funes de Villalpando y Clemente III marqués de Osera (1623-1683) \| José Antonio Ignacio Funes de Villalpando y Clemente III marqués de Osera (1623-1683) \| José Antonio Ignacio Funes de Villalpando y Clemente III marqués de Osera (1623-1683) \| José Antonio Ignacio Funes de Villalpando y Clemente III marqués de Osera (1623-1683) \| José Antonio Ignacio Funes de Villalpando y Clemente III marqués de Osera (1623-1683) \| José Antonio Ignacio Funes de Villalpando y Clemente III marqués de Osera (1623-1683) \| \| \| \| \| \| \| \| \| \| \| \| \| \| \| \| \| \| \| \| \| \| \| \| \| \| \| \| \| \| \| \| Francisco Jacinto Funes de Villalpando y Clemente II marqués de Osera ( ¿? - ¿? ) \| Francisco Jacinto Funes de Villalpando y Clemente II marqués de Osera ( ¿? - ¿? ) \| Francisco Jacinto Funes de Villalpando y Clemente II marqués de Osera ( ¿? - ¿? ) \| Francisco Jacinto Funes de Villalpando y Clemente II marqués de Osera ( ¿? - ¿? ) \| Francisco Jacinto Funes de Villalpando y Clemente II marqués de Osera ( ¿? - ¿? ) \| Francisco Jacinto Funes de Villalpando y Clemente II marqués de Osera ( ¿? - ¿? ) \| \| \| José Antonio Ignacio Funes de Villalpando y Clemente III marqués de Osera (1623-1683) \| José Antonio Ignacio Funes de Villalpando y Clemente III marqués de Osera (1623-1683) \| José Antonio Ignacio Funes de Villalpando y Clemente III marqués de Osera (1623-1683) \| José Antonio Ignacio Funes de Villalpando y Clemente III marqués de Osera (1623-1683) \| José Antonio Ignacio Funes de Villalpando y Clemente III marqués de Osera (1623-1683) \| José Antonio Ignacio Funes de Villalpando y Clemente III marqués de Osera (1623-1683) \| \| \| \| \| \| \| \| \| \| \| \| \| \| \| \| \| \| \| \| \| \| \| \| \| \| \| \| \| \| \| \| \| \| \| \| \| \| \| \| María Regalado Funes de Villalpando y Monroy IV marquesa de Osera (1670-17388) \| \| \| \| \| \| \| \| \| \| \| \| \| \| \| \| \| \| \| \| \| \| \| \| \| \| \| \| \| \| \| \| \| \| \| \| \| \| \| \| \| \| \| \| \| \| \| \| \| \| \| \| \| \| \| \| \| \| \| \| \| \| \| \| \| \| \| \| \| \| \| \| \| \| \| \| \| \| \| \| \| \| \| \| \| \| \| \| \| \| Cristóbal Gregorio Portocarrero y Funes de Villalpando V marqués de Osera (1692-1763) \| \| \| \| \| \| \| \| \| \| \| \| \| \| \| \| \| \| \| \| \| \| \| \| \| \| \| \| \| \| \| \| \| \| \| \| \| \| \| \| \| \| \| \| \| \| \| \| \| \| \| \| \| \| \| \| \| \| \| \| \| \| \| \| \| \| \| \| \| \| \| \| \| \| \| \| \| \| \| \| \| \| \| \| \| \| \| \| \| \| Cristóbal Pedro Portocarrero Osorio y Fernández de Córdoba VI marqués de Valderrábano (1728-1757) \| \| \| \| \| \| \| \| \| \| \| \| \| \| \| \| \| \| \| \| \| \| \| \| \| \| \| \| \| \| \| \| \| \| \| \| \| \| \| \| \| \| \| \| \| \| \| \| \| \| \| \| \| \| \| \| \| \| \| \| \| \| \| \| \| \| \| \| \| \| \| \| \| \| \| \| \| \| \| \| \| \| \| \| \| \| \| \| \| \| María Francisca de Sales Portocarrero y López de Zúñiga VI marquesa de Osera (1754-1808) \| \| \| \| \| \| \| \| \| \| \| \| \| \| \| \| \| \| \| \| \| \| \| \| \| \| \| \| \| \| \| \| \| \| \| \| \| \| \| \| \| \| \| \| \| \| \| \| \| \| \| \| \| \| \| \| \| \| \| \| \| \| \| \| \| \| \| \| \| \| \| \| \| \| \| \| \| \| \| \| \| \| \| \| \| \| \| \| \| \| \| \| \| \| \| \| \| \| \| \| \| \| \| \| \| \| \| \| \| \| \| \| \| \| \| \| \| \| \| \| \| \| \| \| \| \| \| \| \| \| \| \| \| \| \| Eugenio de Palafox y Portocarrero VII marqués de Osera (1773-1834) \| Eugenio de Palafox y Portocarrero VII marqués de Osera (1773-1834) \| Eugenio de Palafox y Portocarrero VII marqués de Osera (1773-1834) \| Eugenio de Palafox y Portocarrero VII marqués de Osera (1773-1834) \| Eugenio de Palafox y Portocarrero VII marqués de Osera (1773-1834) \| Eugenio de Palafox y Portocarrero VII marqués de Osera (1773-1834) \| \| \| Cipriano de Palafox y Portocarrero VIII marqués de Osera (1784-1839) \| Cipriano de Palafox y Portocarrero VIII marqués de Osera (1784-1839) \| Cipriano de Palafox y Portocarrero VIII marqués de Osera (1784-1839) \| Cipriano de Palafox y Portocarrero VIII marqués de Osera (1784-1839) \| Cipriano de Palafox y Portocarrero VIII marqués de Osera (1784-1839) \| Cipriano de Palafox y Portocarrero VIII marqués de Osera (1784-1839) \| \| \| \| \| \| \| \| \| \| \| \| \| \| \| \| \| \| \| \| \| \| \| \| \| \| \| \| \| \| \| \| Eugenio de Palafox y Portocarrero VII marqués de Osera (1773-1834) \| Eugenio de Palafox y Portocarrero VII marqués de Osera (1773-1834) \| Eugenio de Palafox y Portocarrero VII marqués de Osera (1773-1834) \| Eugenio de Palafox y Portocarrero VII marqués de Osera (1773-1834) \| Eugenio de Palafox y Portocarrero VII marqués de Osera (1773-1834) \| Eugenio de Palafox y Portocarrero VII marqués de Osera (1773-1834) \| \| \| Cipriano de Palafox y Portocarrero VIII marqués de Osera (1784-1839) \| Cipriano de Palafox y Portocarrero VIII marqués de Osera (1784-1839) \| Cipriano de Palafox y Portocarrero VIII marqués de Osera (1784-1839) \| Cipriano de Palafox y Portocarrero VIII marqués de Osera (1784-1839) \| Cipriano de Palafox y Portocarrero VIII marqués de Osera (1784-1839) \| Cipriano de Palafox y Portocarrero VIII marqués de Osera (1784-1839) \| \| \| \| \| \| \| \| \| \| \| \| \| \| \| \| \| \| \| \| \| \| \| \| \| \| \| \| \| \| \| \| \| \| \| \| \| \| \| \| \| \| \| \| \| \| \| \| \| \| \| \| \| \| \| \| \| \| \| \| \| \| \| \| \| \| \| \| \| \| \| \| \| \| \| \| \| \| \| \| \| \| \| \| \| María Eugenia de Sales Palafox y Kirkpatrick IX marquesa de Osera (1825-1860) \| María Eugenia de Sales Palafox y Kirkpatrick IX marquesa de Osera (1825-1860) \| María Eugenia de Sales Palafox y Kirkpatrick IX marquesa de Osera (1825-1860) \| María Eugenia de Sales Palafox y Kirkpatrick IX marquesa de Osera (1825-1860) \| María Eugenia de Sales Palafox y Kirkpatrick IX marquesa de Osera (1825-1860) \| María Eugenia de Sales Palafox y Kirkpatrick IX marquesa de Osera (1825-1860) \| \| \| María Francisca de Sales Palafox y Kirkpatrick X marquesa de Valderrábano (1825-1860) \| María Francisca de Sales Palafox y Kirkpatrick X marquesa de Valderrábano (1825-1860) \| María Francisca de Sales Palafox y Kirkpatrick X marquesa de Valderrábano (1825-1860) \| María Francisca de Sales Palafox y Kirkpatrick X marquesa de Valderrábano (1825-1860) \| María Francisca de Sales Palafox y Kirkpatrick X marquesa de Valderrábano (1825-1860) \| María Francisca de Sales Palafox y Kirkpatrick X marquesa de Valderrábano (1825-1860) \| \| \| \| \| \| \| \| \| \| \| \| \| \| \| \| \| \| \| \| \| \| \| \| \| \| \| \| \| \| \| \| María Eugenia de Sales Palafox y Kirkpatrick IX marquesa de Osera (1825-1860) \| María Eugenia de Sales Palafox y Kirkpatrick IX marquesa de Osera (1825-1860) \| María Eugenia de Sales Palafox y Kirkpatrick IX marquesa de Osera (1825-1860) \| María Eugenia de Sales Palafox y Kirkpatrick IX marquesa de Osera (1825-1860) \| María Eugenia de Sales Palafox y Kirkpatrick IX marquesa de Osera (1825-1860) \| María Eugenia de Sales Palafox y Kirkpatrick IX marquesa de Osera (1825-1860) \| \| \| María Francisca de Sales Palafox y Kirkpatrick X marquesa de Valderrábano (1825-1860) \| María Francisca de Sales Palafox y Kirkpatrick X marquesa de Valderrábano (1825-1860) \| María Francisca de Sales Palafox y Kirkpatrick X marquesa de Valderrábano (1825-1860) \| María Francisca de Sales Palafox y Kirkpatrick X marquesa de Valderrábano (1825-1860) \| María Francisca de Sales Palafox y Kirkpatrick X marquesa de Valderrábano (1825-1860) \| María Francisca de Sales Palafox y Kirkpatrick X marquesa de Valderrábano (1825-1860) \| \| \| \| \| \| \| \| \| \| \| \| \| \| \| \| \| \| \| \| \| \| \| \| \| \| \| \| \| \| \| \| \| \| \| \| \| \| \| \| Carlos María Fitz-James Stuart y Palafox XVI duque de Alba de Tormes (1849-1901) \| \| \| \| \| \| \| \| \| \| \| \| \| \| \| \| \| \| \| \| \| \| \| \| \| \| \| \| \| \| \| \| \| \| \| \| \| \| \| \| \| \| \| \| \| \| \| \| \| \| \| \| \| \| \| \| \| \| \| \| \| \| \| \| \| \| \| \| \| \| \| \| \| \| \| \| \| \| \| \| \| \| \| \| \| \| \| \| \| \| Jacobo Fitz-James Stuart y Falcó X marqués de Osera (1878-1953) \| \| \| \| \| \| \| \| \| \| \| \| \| \| \| \| \| \| \| \| \| \| \| \| \| \| \| \| \| \| \| \| \| \| \| \| \| \| \| \| \| \| \| \| \| \| \| \| \| \| \| \| \| \| \| \| \| \| \| \| \| \| \| \| \| \| \| \| \| \| \| \| \| \| \| \| \| \| \| \| \| \| \| \| \| \| \| \| \| \| Cayetana Fitz-James Stuart y Silva XI marqués de Osera (1926-2014) \| \| \| \| \| \| \| \| \| \| \| \| \| \| \| \| \| \| \| \| \| \| \| \| \| \| \| \| \| \| \| \| \| \| \| \| \| \| \| \| \| \| \| \| \| \| \| \| \| \| \| \| \| \| \| \| \| \| \| \| \| \| \| \| \| \| \| \| \| \| \| \| \| \| \| \| \| \| \| \| \| \| \| \| \| \| \| \| \| \| Carlos Fitz-James Stuart y Martínez de Irujo XII marqués de Osera (1948- ) \| \| \| \| \| \| \| \| \| \| \| \| \| \| \| \| \| \| \| \| |                                                                                   |                                                                                   |                                                                                   |                                                                                   |                                                                                   |  |  |                                                                                                   |                                                                                       |                                                                                       |                                                                                       |                                                                                       |                                                                                       |  |  |                                                                               |                                                                               |                                                                               |                                                                               |                                                                               |                                                                               |  |  |                                                                                       |                                                                                       |                                                                                       |                                                                                       |                                                                                       |                                                                                       |  |  |  |  |  |  |  |  |  |  |  |  |  |  |
| Juan Funes de Villalpando y Ariño I marqués de Osera ( ¿? -1640) |                                                                                   |                                                                                   |                                                                                   |                                                                                   |                                                                                   |  |  |                                                                                                   |                                                                                       |                                                                                       |                                                                                       |                                                                                       |                                                                                       |  |  |                                                                               |                                                                               |                                                                               |                                                                               |                                                                               |                                                                               |  |  |                                                                                       |                                                                                       |                                                                                       |                                                                                       |                                                                                       |                                                                                       |  |  |  |  |  |  |  |  |  |  |  |  |  |  |
| |                                                                                   |                                                                                   |                                                                                   |                                                                                   |                                                                                   |  |  |                                                                                                   |                                                                                       |                                                                                       |                                                                                       |                                                                                       |                                                                                       |  |  |                                                                               |                                                                               |                                                                               |                                                                               |                                                                               |                                                                               |  |  |                                                                                       |                                                                                       |                                                                                       |                                                                                       |                                                                                       |                                                                                       |  |  |  |  |  |  |  |  |  |  |  |  |  |  |
| |                                                                                   |                                                                                   |                                                                                   |                                                                                   |                                                                                   |  |  |                                                                                                   |                                                                                       |                                                                                       |                                                                                       |                                                                                       |                                                                                       |  |  |                                                                               |                                                                               |                                                                               |                                                                               |                                                                               |                                                                               |  |  |                                                                                       |                                                                                       |                                                                                       |                                                                                       |                                                                                       |                                                                                       |  |  |  |  |  |  |  |  |  |  |  |  |  |  |
| Francisco Jacinto Funes de Villalpando y Clemente II marqués de Osera ( ¿? - ¿? ) | Francisco Jacinto Funes de Villalpando y Clemente II marqués de Osera ( ¿? - ¿? ) | Francisco Jacinto Funes de Villalpando y Clemente II marqués de Osera ( ¿? - ¿? ) | Francisco Jacinto Funes de Villalpando y Clemente II marqués de Osera ( ¿? - ¿? ) | Francisco Jacinto Funes de Villalpando y Clemente II marqués de Osera ( ¿? - ¿? ) | Francisco Jacinto Funes de Villalpando y Clemente II marqués de Osera ( ¿? - ¿? ) |  |  | José Antonio Ignacio Funes de Villalpando y Clemente III marqués de Osera (1623-1683)             | José Antonio Ignacio Funes de Villalpando y Clemente III marqués de Osera (1623-1683) | José Antonio Ignacio Funes de Villalpando y Clemente III marqués de Osera (1623-1683) | José Antonio Ignacio Funes de Villalpando y Clemente III marqués de Osera (1623-1683) | José Antonio Ignacio Funes de Villalpando y Clemente III marqués de Osera (1623-1683) | José Antonio Ignacio Funes de Villalpando y Clemente III marqués de Osera (1623-1683) |  |  |                                                                               |                                                                               |                                                                               |                                                                               |                                                                               |                                                                               |  |  |                                                                                       |                                                                                       |                                                                                       |                                                                                       |                                                                                       |                                                                                       |  |  |  |  |  |  |  |  |  |  |  |  |  |  |
| Francisco Jacinto Funes de Villalpando y Clemente II marqués de Osera ( ¿? - ¿? ) | Francisco Jacinto Funes de Villalpando y Clemente II marqués de Osera ( ¿? - ¿? ) | Francisco Jacinto Funes de Villalpando y Clemente II marqués de Osera ( ¿? - ¿? ) | Francisco Jacinto Funes de Villalpando y Clemente II marqués de Osera ( ¿? - ¿? ) | Francisco Jacinto Funes de Villalpando y Clemente II marqués de Osera ( ¿? - ¿? ) | Francisco Jacinto Funes de Villalpando y Clemente II marqués de Osera ( ¿? - ¿? ) |  |  | José Antonio Ignacio Funes de Villalpando y Clemente III marqués de Osera (1623-1683)             | José Antonio Ignacio Funes de Villalpando y Clemente III marqués de Osera (1623-1683) | José Antonio Ignacio Funes de Villalpando y Clemente III marqués de Osera (1623-1683) | José Antonio Ignacio Funes de Villalpando y Clemente III marqués de Osera (1623-1683) | José Antonio Ignacio Funes de Villalpando y Clemente III marqués de Osera (1623-1683) | José Antonio Ignacio Funes de Villalpando y Clemente III marqués de Osera (1623-1683) |  |  |                                                                               |                                                                               |                                                                               |                                                                               |                                                                               |                                                                               |  |  |                                                                                       |                                                                                       |                                                                                       |                                                                                       |                                                                                       |                                                                                       |  |  |  |  |  |  |  |  |  |  |  |  |  |  |
| |                                                                                   |                                                                                   |                                                                                   |                                                                                   |                                                                                   |  |  | María Regalado Funes de Villalpando y Monroy IV marquesa de Osera (1670-17388)                    |                                                                                       |                                                                                       |                                                                                       |                                                                                       |                                                                                       |  |  |                                                                               |                                                                               |                                                                               |                                                                               |                                                                               |                                                                               |  |  |                                                                                       |                                                                                       |                                                                                       |                                                                                       |                                                                                       |                                                                                       |  |  |  |  |  |  |  |  |  |  |  |  |  |  |
| |                                                                                   |                                                                                   |                                                                                   |                                                                                   |                                                                                   |  |  |                                                                                                   |                                                                                       |                                                                                       |                                                                                       |                                                                                       |                                                                                       |  |  |                                                                               |                                                                               |                                                                               |                                                                               |                                                                               |                                                                               |  |  |                                                                                       |                                                                                       |                                                                                       |                                                                                       |                                                                                       |                                                                                       |  |  |  |  |  |  |  |  |  |  |  |  |  |  |
| |                                                                                   |                                                                                   |                                                                                   |                                                                                   |                                                                                   |  |  | Cristóbal Gregorio Portocarrero y Funes de Villalpando V marqués de Osera (1692-1763)             |                                                                                       |                                                                                       |                                                                                       |                                                                                       |                                                                                       |  |  |                                                                               |                                                                               |                                                                               |                                                                               |                                                                               |                                                                               |  |  |                                                                                       |                                                                                       |                                                                                       |                                                                                       |                                                                                       |                                                                                       |  |  |  |  |  |  |  |  |  |  |  |  |  |  |
| |                                                                                   |                                                                                   |                                                                                   |                                                                                   |                                                                                   |  |  |                                                                                                   |                                                                                       |                                                                                       |                                                                                       |                                                                                       |                                                                                       |  |  |                                                                               |                                                                               |                                                                               |                                                                               |                                                                               |                                                                               |  |  |                                                                                       |                                                                                       |                                                                                       |                                                                                       |                                                                                       |                                                                                       |  |  |  |  |  |  |  |  |  |  |  |  |  |  |
| |                                                                                   |                                                                                   |                                                                                   |                                                                                   |                                                                                   |  |  | Cristóbal Pedro Portocarrero Osorio y Fernández de Córdoba VI marqués de Valderrábano (1728-1757) |                                                                                       |                                                                                       |                                                                                       |                                                                                       |                                                                                       |  |  |                                                                               |                                                                               |                                                                               |                                                                               |                                                                               |                                                                               |  |  |                                                                                       |                                                                                       |                                                                                       |                                                                                       |                                                                                       |                                                                                       |  |  |  |  |  |  |  |  |  |  |  |  |  |  |
| |                                                                                   |                                                                                   |                                                                                   |                                                                                   |                                                                                   |  |  |                                                                                                   |                                                                                       |                                                                                       |                                                                                       |                                                                                       |                                                                                       |  |  |                                                                               |                                                                               |                                                                               |                                                                               |                                                                               |                                                                               |  |  |                                                                                       |                                                                                       |                                                                                       |                                                                                       |                                                                                       |                                                                                       |  |  |  |  |  |  |  |  |  |  |  |  |  |  |
| |                                                                                   |                                                                                   |                                                                                   |                                                                                   |                                                                                   |  |  | María Francisca de Sales Portocarrero y López de Zúñiga VI marquesa de Osera (1754-1808)          |                                                                                       |                                                                                       |                                                                                       |                                                                                       |                                                                                       |  |  |                                                                               |                                                                               |                                                                               |                                                                               |                                                                               |                                                                               |  |  |                                                                                       |                                                                                       |                                                                                       |                                                                                       |                                                                                       |                                                                                       |  |  |  |  |  |  |  |  |  |  |  |  |  |  |
| |                                                                                   |                                                                                   |                                                                                   |                                                                                   |                                                                                   |  |  |                                                                                                   |                                                                                       |                                                                                       |                                                                                       |                                                                                       |                                                                                       |  |  |                                                                               |                                                                               |                                                                               |                                                                               |                                                                               |                                                                               |  |  |                                                                                       |                                                                                       |                                                                                       |                                                                                       |                                                                                       |                                                                                       |  |  |  |  |  |  |  |  |  |  |  |  |  |  |
| |                                                                                   |                                                                                   |                                                                                   |                                                                                   |                                                                                   |  |  |                                                                                                   |                                                                                       |                                                                                       |                                                                                       |                                                                                       |                                                                                       |  |  |                                                                               |                                                                               |                                                                               |                                                                               |                                                                               |                                                                               |  |  |                                                                                       |                                                                                       |                                                                                       |                                                                                       |                                                                                       |                                                                                       |  |  |  |  |  |  |  |  |  |  |  |  |  |  |
| |                                                                                   |                                                                                   |                                                                                   |                                                                                   |                                                                                   |  |  | Eugenio de Palafox y Portocarrero VII marqués de Osera (1773-1834)                                | Eugenio de Palafox y Portocarrero VII marqués de Osera (1773-1834)                    | Eugenio de Palafox y Portocarrero VII marqués de Osera (1773-1834)                    | Eugenio de Palafox y Portocarrero VII marqués de Osera (1773-1834)                    | Eugenio de Palafox y Portocarrero VII marqués de Osera (1773-1834)                    | Eugenio de Palafox y Portocarrero VII marqués de Osera (1773-1834)                    |  |  | Cipriano de Palafox y Portocarrero VIII marqués de Osera (1784-1839)          | Cipriano de Palafox y Portocarrero VIII marqués de Osera (1784-1839)          | Cipriano de Palafox y Portocarrero VIII marqués de Osera (1784-1839)          | Cipriano de Palafox y Portocarrero VIII marqués de Osera (1784-1839)          | Cipriano de Palafox y Portocarrero VIII marqués de Osera (1784-1839)          | Cipriano de Palafox y Portocarrero VIII marqués de Osera (1784-1839)          |  |  |                                                                                       |                                                                                       |                                                                                       |                                                                                       |                                                                                       |                                                                                       |  |  |  |  |  |  |  |  |  |  |  |  |  |  |
| |                                                                                   |                                                                                   |                                                                                   |                                                                                   |                                                                                   |  |  | Eugenio de Palafox y Portocarrero VII marqués de Osera (1773-1834)                                | Eugenio de Palafox y Portocarrero VII marqués de Osera (1773-1834)                    | Eugenio de Palafox y Portocarrero VII marqués de Osera (1773-1834)                    | Eugenio de Palafox y Portocarrero VII marqués de Osera (1773-1834)                    | Eugenio de Palafox y Portocarrero VII marqués de Osera (1773-1834)                    | Eugenio de Palafox y Portocarrero VII marqués de Osera (1773-1834)                    |  |  | Cipriano de Palafox y Portocarrero VIII marqués de Osera (1784-1839)          | Cipriano de Palafox y Portocarrero VIII marqués de Osera (1784-1839)          | Cipriano de Palafox y Portocarrero VIII marqués de Osera (1784-1839)          | Cipriano de Palafox y Portocarrero VIII marqués de Osera (1784-1839)          | Cipriano de Palafox y Portocarrero VIII marqués de Osera (1784-1839)          | Cipriano de Palafox y Portocarrero VIII marqués de Osera (1784-1839)          |  |  |                                                                                       |                                                                                       |                                                                                       |                                                                                       |                                                                                       |                                                                                       |  |  |  |  |  |  |  |  |  |  |  |  |  |  |
| |                                                                                   |                                                                                   |                                                                                   |                                                                                   |                                                                                   |  |  |                                                                                                   |                                                                                       |                                                                                       |                                                                                       |                                                                                       |                                                                                       |  |  |                                                                               |                                                                               |                                                                               |                                                                               |                                                                               |                                                                               |  |  |                                                                                       |                                                                                       |                                                                                       |                                                                                       |                                                                                       |                                                                                       |  |  |  |  |  |  |  |  |  |  |  |  |  |  |
| |                                                                                   |                                                                                   |                                                                                   |                                                                                   |                                                                                   |  |  |                                                                                                   |                                                                                       |                                                                                       |                                                                                       |                                                                                       |                                                                                       |  |  | María Eugenia de Sales Palafox y Kirkpatrick IX marquesa de Osera (1825-1860) | María Eugenia de Sales Palafox y Kirkpatrick IX marquesa de Osera (1825-1860) | María Eugenia de Sales Palafox y Kirkpatrick IX marquesa de Osera (1825-1860) | María Eugenia de Sales Palafox y Kirkpatrick IX marquesa de Osera (1825-1860) | María Eugenia de Sales Palafox y Kirkpatrick IX marquesa de Osera (1825-1860) | María Eugenia de Sales Palafox y Kirkpatrick IX marquesa de Osera (1825-1860) |  |  | María Francisca de Sales Palafox y Kirkpatrick X marquesa de Valderrábano (1825-1860) | María Francisca de Sales Palafox y Kirkpatrick X marquesa de Valderrábano (1825-1860) | María Francisca de Sales Palafox y Kirkpatrick X marquesa de Valderrábano (1825-1860) | María Francisca de Sales Palafox y Kirkpatrick X marquesa de Valderrábano (1825-1860) | María Francisca de Sales Palafox y Kirkpatrick X marquesa de Valderrábano (1825-1860) | María Francisca de Sales Palafox y Kirkpatrick X marquesa de Valderrábano (1825-1860) |  |  |  |  |  |  |  |  |  |  |  |  |  |  |
| |                                                                                   |                                                                                   |                                                                                   |                                                                                   |                                                                                   |  |  |                                                                                                   |                                                                                       |                                                                                       |                                                                                       |                                                                                       |                                                                                       |  |  | María Eugenia de Sales Palafox y Kirkpatrick IX marquesa de Osera (1825-1860) | María Eugenia de Sales Palafox y Kirkpatrick IX marquesa de Osera (1825-1860) | María Eugenia de Sales Palafox y Kirkpatrick IX marquesa de Osera (1825-1860) | María Eugenia de Sales Palafox y Kirkpatrick IX marquesa de Osera (1825-1860) | María Eugenia de Sales Palafox y Kirkpatrick IX marquesa de Osera (1825-1860) | María Eugenia de Sales Palafox y Kirkpatrick IX marquesa de Osera (1825-1860) |  |  | María Francisca de Sales Palafox y Kirkpatrick X marquesa de Valderrábano (1825-1860) | María Francisca de Sales Palafox y Kirkpatrick X marquesa de Valderrábano (1825-1860) | María Francisca de Sales Palafox y Kirkpatrick X marquesa de Valderrábano (1825-1860) | María Francisca de Sales Palafox y Kirkpatrick X marquesa de Valderrábano (1825-1860) | María Francisca de Sales Palafox y Kirkpatrick X marquesa de Valderrábano (1825-1860) | María Francisca de Sales Palafox y Kirkpatrick X marquesa de Valderrábano (1825-1860) |  |  |  |  |  |  |  |  |  |  |  |  |  |  |
| |                                                                                   |                                                                                   |                                                                                   |                                                                                   |                                                                                   |  |  |                                                                                                   |                                                                                       |                                                                                       |                                                                                       |                                                                                       |                                                                                       |  |  |                                                                               |                                                                               |                                                                               |                                                                               |                                                                               |                                                                               |  |  | Carlos María Fitz-James Stuart y Palafox XVI duque de Alba de Tormes (1849-1901)      |                                                                                       |                                                                                       |                                                                                       |                                                                                       |                                                                                       |  |  |  |  |  |  |  |  |  |  |  |  |  |  |
| |                                                                                   |                                                                                   |                                                                                   |                                                                                   |                                                                                   |  |  |                                                                                                   |                                                                                       |                                                                                       |                                                                                       |                                                                                       |                                                                                       |  |  |                                                                               |                                                                               |                                                                               |                                                                               |                                                                               |                                                                               |  |  |                                                                                       |                                                                                       |                                                                                       |                                                                                       |                                                                                       |                                                                                       |  |  |  |  |  |  |  |  |  |  |  |  |  |  |
| |                                                                                   |                                                                                   |                                                                                   |                                                                                   |                                                                                   |  |  |                                                                                                   |                                                                                       |                                                                                       |                                                                                       |                                                                                       |                                                                                       |  |  |                                                                               |                                                                               |                                                                               |                                                                               |                                                                               |                                                                               |  |  | Jacobo Fitz-James Stuart y Falcó X marqués de Osera (1878-1953)                       |                                                                                       |                                                                                       |                                                                                       |                                                                                       |                                                                                       |  |  |  |  |  |  |  |  |  |  |  |  |  |  |
| |                                                                                   |                                                                                   |                                                                                   |                                                                                   |                                                                                   |  |  |                                                                                                   |                                                                                       |                                                                                       |                                                                                       |                                                                                       |                                                                                       |  |  |                                                                               |                                                                               |                                                                               |                                                                               |                                                                               |                                                                               |  |  |                                                                                       |                                                                                       |                                                                                       |                                                                                       |                                                                                       |                                                                                       |  |  |  |  |  |  |  |  |  |  |  |  |  |  |
| |                                                                                   |                                                                                   |                                                                                   |                                                                                   |                                                                                   |  |  |                                                                                                   |                                                                                       |                                                                                       |                                                                                       |                                                                                       |                                                                                       |  |  |                                                                               |                                                                               |                                                                               |                                                                               |                                                                               |                                                                               |  |  | Cayetana Fitz-James Stuart y Silva XI marqués de Osera (1926-2014)                    |                                                                                       |                                                                                       |                                                                                       |                                                                                       |                                                                                       |  |  |  |  |  |  |  |  |  |  |  |  |  |  |
| |                                                                                   |                                                                                   |                                                                                   |                                                                                   |                                                                                   |  |  |                                                                                                   |                                                                                       |                                                                                       |                                                                                       |                                                                                       |                                                                                       |  |  |                                                                               |                                                                               |                                                                               |                                                                               |                                                                               |                                                                               |  |  |                                                                                       |                                                                                       |                                                                                       |                                                                                       |                                                                                       |                                                                                       |  |  |  |  |  |  |  |  |  |  |  |  |  |  |
| |                                                                                   |                                                                                   |                                                                                   |                                                                                   |                                                                                   |  |  |                                                                                                   |                                                                                       |                                                                                       |                                                                                       |                                                                                       |                                                                                       |  |  |                                                                               |                                                                               |                                                                               |                                                                               |                                                                               |                                                                               |  |  | Carlos Fitz-James Stuart y Martínez de Irujo XII marqués de Osera (1948- )            |                                                                                       |                                                                                       |                                                                                       |                                                                                       |                                                                                       |  |  |  |  |  |  |  |  |  |  |  |  |  |  |